# Влада Дивљан
Владимир Влада Дивљан (Београд, 10. мај 1958 — Беч, 4. март 2015) био је српски рок музичар. Крајем седамдесетих година био је члан џез-рок група Мерлин и Звук Улице, а од 1979. до 1984. године био је предводник вокално-инструменталног састава Идоли који је првобитно носио име „Дечаци“. Од 1985. године кренуо је са самосталном каријером, у оквиру које је наставио са поп-рок формом упоредо се бавећи филмском музиком. Од августа 1991. до септембра 1997. године живео је у Аустралији (Сиднеј), након чега се вратио у Београд. Од јуна 1999. године живео је и радио у Бечу где је и преминуо 5. марта 2015. године.

## Биографија
Владимир Дивљан рођен је у Београду, 10. маја 1958. године, као једини син Стевана Дивљана и Мирјане Сикимић. Владин отац Стеван рођен је у месту Добромани које се налази у околини Требиња, одакле се са породицом преселио најпре у Требиње, а затим и Београд, где је упознао своју будућу супругу, Мирјану, чији је отац такође пореклом из Херцеговине. Био је ожењен Дином Ђуровић са којом је имао синове Стевана и Павла.
Њему је посвећен филм „Небеска тема“ Младена Матичевића. За тај филм је Младен Матичевић добио награду „Влада Дивљан” 2019. године.

## Рана каријера

### Почеци
Дивљан се заинтересовао за музику 1968. године, након концерта Драга Диклића у Тучепима, приморском месту где је отишао на одмор са породицом. По повратку у Београд питао је двојицу пријатеља, Зденка Колара и Божу Јовановића, да оснују бенд. Први инструмент који је свирао била је мала мандолина, пошто је био фан групе Дубровачки трубадури. Касније је набавио гитару, Колар је купио бас гитару, а Божа Јовановић је користио канту за бакље као бубањ са металним штаповима које је направио Коларов отац. Бенд се звао Фараони пошто је Дивљан имао огрлицу са Тутанкамоновим медаљоном, коју му је донела бака из Египта. Како је већ постојао популарни бенд из Копара истог назива, бенд мења име у Холипе. Дивљан и Колар су похађали курс гитаре у НУ „Браћа Стаменковић”, који је држао професор Бранко Перишић. Касније се Перишић појавио у видеу Све лажи света.
Како би имали пробе, тројица момака некад нису ишла у школу. Вежбали су у једној просторији у њиховој згради око 10 година. Имали су прву свирку у поткровљу Дадова.

### Звук улицe
Први озбиљан бенд Дивљан формира након матуре 1976. године и назива га Мерлин, а преименован је у Звук улице. Бенд су чинили Дивљан (гитара, вокал), Зденко Колар (бас), Драган Митрић (клавијатура), Кокан Поповић (бубањ) и Бора Атић (саксофон). Бенд је био мешавина мелодичног рока, хард рока и џез рока. Радили су обраде Битлса, Ролингстонса, Џими Хендрикса, као и сопствене песме. Имали су наступе на Гитаријади у Зајечару и Бум фестивалу у Новом Саду. Такође су имали гостовања на Радио Београду, али је због одласка Кокана Поповића у војску, бенд престао да постоји.

## Дечаци и Идоли
Крајем 1979. године, Дивљан, тада студент, среће свог друга из средње школе Срђана Шапера на забави. Шапер, студент медицине и његов пријатељ Небојша Крстић су одлучили да оснују бенд, па се Дивљан понудио да буде бубњар. Одвео је Шапера и Небојшу у подрум зграде где је имао пробе и где се налазила његова и Коларова опрема. Када су схватили да њих двојица не могу свирати бас гитару и гитару како је планирано, Дивљан је позвао старе пријатеље Колара и Јовановића. Бенд се звао Дечаци. У исто време, Драган Папић, фотограф и новинар, упознаје бенд и постаје његов креативни ментор. Он је објавио слике Дечака у часопису Видици. То је био концептуалан бенд без снимљених албума.
Иако је јавност заинтересовала за бенд због слика и графита који су се могли видети по београдским зидовима, Дечаци су морали да докажу своје постојање. Преименовани су у Идоле 1. марта 1980. на првој проби где је Дивљан написао песму Ретко те виђам са девојкама, једном од првих песама која је имала геј конотацију у Југославији. У једном месецу су снимљене песме Ретко те виђам са девојкама и Помоћ, помоћ и објављене као поклон у априлском издању часописа Видици. Позитивне критике су отвориле многа врата Идолима, укључујући и прилику да потпишу уговор са Југотоном, једном од највећих југословенских дискографских кућа. Када је сингл Маљчики изашао, Идоли су увелико радили на Пакет аранжману, компилацији разних уметника, једном од најутицајнијих југословенских рок издања. Следеће издање било је ВИС Идоли мини ЛП које се састојало од шест нових песама. Дивљан је писао и певао већину песама. Плоча је продата у око 200 хиљада копија.
Албум Одбрана и последњи дани је издат почетком 1982. године и представља покушај да се баве антрополошким приступом у православљу. Дивљан поред гитаре, свира и клавир и вокал је за већину песама. Турнеја Одбрана је била успешна, али не и сам албум. Он је продат у 50 хиљада копија. Издавачка кућа је сматрала то неуспехом иако су албум и његов дизајн проглашени најбољим 1982. године. Страни часописи су такође дали позитивне критике, а Џубокс је 1985. године прогласио албум најбољом југословенском плочом 20. века.
Следеће издање снимљено је у Лондону са продуцентом Бобом Пејинтером. Зденко Колар је отишао у војску, а заменио га је Бранко Исаковић. Звук је био стриктно комерцијалан и био је највећи успех бенда. Дивљан није уложио много труда у албум Чоколада, јер је тада припремао дипломски рад. Написао је Радостан дан, Ветар и заставе и Ја сам ту.
После концерта у Љубљани, на турнеји Чоколада, бенд је имао расправе, након чега се распао. Последње издање Идола је била музика за филм Шест дана јуна, за који је Југотон инсистирао да га Идоли ураде. Све је написао Дивљан због чега је сматрао да је ово његов први соло албум.

## Соло каријера

### Живот у Југославији (1985—1991)
Када су се Идоли разишли, Дивљан је имао идеју да формира бенд Хондини синови који би се састојао од Бранка Исаковића (бас гитара), Ивана Станчића Пика (бубњеви) и Драгомира Михајловића Гагија (гитара), али се одлучио да гради соло каријеру.
Албум Тајни живот А. П. Шандорова је снимљен са Александром Шандоровим који је радио само на класичној музици. Клавијатуриста Ђорђе Петровић је такође био део овог албума. Албум је био скуп различитих музичких стилова, инструментала 1986 и 1987, песме Нећу ништа да знам, баладе Више нисам ту и семпла Патуљци.
За музику за серију Човек у белој јакни, Дивљан је снимио обраду песама Битлса са такозваног Белог албума. Снимао је песме за ТВ емисију Подијум, омнибус филм Како је пропао рокенрол. Такође је снимао песме за секцију До извора два путића, коју је водио Зоран Пез. Заједно са Срђаном Гојковићем Гилетом (Електрични оргазам), учествовао у позоришном комаду Рокенрол за децу. Рокенрол буквар је још један пројекат за децу, али овог пута је то било за познату дечију емисију Фазони и форе, коју је водио Љубивоје Ршумовић.
Током 1990. године Дивљан, Пико Станчић, Гиле и Зоран Радомировић Шваба су објавили албум Лутка која каже не. Текстове су писали Дивљан и Гиле.

### Живот у Аустралији (1991—1998)
У августи 1991. године, Дивљан се преселио за Аустралију заједно са његовом девојком Рут коју ју је и оженио. Развели су се 1997. Почео је да свира рок песме са локалним бендовима, сарађивао је са Макс Шарамом и радио је на српској локалној радио станици. Будући да је радио на филмском музици укључен је у Друштво композитора филмске музике и 1996. године почиње студије на Универзитету у Сиднеју, на студијама за звук филмске академије. Добио је награду Audio excellence од стране Ампекс Корпорејшна за кратак филм Flying Over Mother за који је урадио музику и звук. Такође је награђен од ЦБС-а за кратки филм без звука Drip.
Током кратког боравка у Југославији крајем 1995. и почетком 1996. основао је Олд Старс бенд који су чинили Александар Шандоров (клавијатура), Зденко Колар (бас), Срђан Гојковић Гиле (гитара, вокал), Марко Миливојевић (бубњеви) и Борис Буњац (удараљке). Бенд је одржао два концерта у Новом Саду у Студију М, 18. и 23. јануара 1996. Материјал који је снимљен на концертима је објављен на албуму Одбрана и заштита.
Дивљан се вратио у Аустралију у јануару 1997. када је сарађивао са клавијатуристом групе Леб и сол, Кирилом Џајковским.

## Занимљивости
Серафим Перовић, митрополит захумско-херцеговачки (1889—1903), био је брат чукундеде српског рок музичара Владе Дивљана (1958—2015)

## Смрт
Повукао се са сцене у новембру 2014. године због болести када је био најављен његов последњи концерт. Преминуо је 5. марта 2015. године у 57. години од ретког облика рака слепог црева и упале трбушне марамице искомпликованих дуго година последицама Кронове болести и Улцерозног Колитиса. На сахрани у Београду су присуствовали Пеца Поповић, Дејан Цукић, Бајага и многи други.

## Дискографија

### Самостални албуми
- „Тајни живот А. П. Шандорова“ (ПГП-РТБ, 1988)
- „Одбрана и заштита“ (Б 92, 1996) - уживо, као Влада Дивљан Old Stars Band
- „Све лажи света“ (Аутоматик, 2000) - као Влада Дивљан Old Stars Band
- "" (Б 92, 2003) - као

### Заједнички радови

#### албуми
- „Рокенрол за децу“ (ПГП-РТБ, 1989) - Влада и Гиле; музика за децу
- „Рокенрол буквар“ (ПГП-РТБ, 1990) - Влада и Гиле; музика за децу
- „Лутка која каже не“ (ПГП-РТБ, 1991) - Влада, Гиле, Пико, Шваба
- "" (1997) - као  (Влада Дивљан и Кирил Џајковски); објављено у Аустралији

#### EP (мини албуми)
- "" (1997) - као  (Влада Дивљан и Кирил Џајковски); објављено у Аустралији

### Филмска музика
| Год.   | Назив                                   | Улога \|- style="background: Lavender; text-align:center; "                    | 1980-е | 1980-е | 1980-е | 1980-е |
| 1985.  | Шест дана јуна                          | Југотон; учешће; албум објављен под фирмом ВИС Идоли иако група није постојала |        |        |        |        |
| 1987.  | Човек у сребрној јакни (ТВ мини серија) |                                                                                |        |        |        |        |
| 1988.  | Лет у магли (ТВ филм)                   |                                                                                |        |        |        |        |
| 1989.  | Како је пропао рокенрол                 |                                                                                |        |        |        |        |
| 1990-е |                                         |                                                                                |        |        |        |        |
| 1992.  | Црни бомбардер                          | ЗАМ, учешће                                                                    |        |        |        |        |
| 1998.  | Три палме за две битанге и рибицу       | Фави, учешће                                                                   |        |        |        |        |
| 2000-е |                                         |                                                                                |        |        |        |        |
| 2000.  | (кратки филм)                           |                                                                                |        |        |        |        |
| 2003.  |                                         |                                                                                |        |        |        |        |
| 2005.  | Универсум (ТВ документарна серија)      |                                                                                |        |        |        |        |
| 2006.  | Седам и по                              |                                                                                |        |        |        |        |
| 2008.  | На лепом плавом Дунаву                  |                                                                                |        |        |        |        |
| 2009.  | (Документарни филм)                     |                                                                                |        |        |        |        |
| 2009.  | Чекај ме, ја сигурно нећу доћи          |                                                                                |        |        |        |        |
| 2010-е |                                         |                                                                                |        |        |        |        |
| 2011.  | (Документарни филм)                     |                                                                                |        |        |        |        |
| 2013.  | Балавица                                |                                                                                |        |        |        |        |

### Остало
- Као да је било некад...(посвећено Милану Младеновићу) (Circle Records, 2002) - учешће, песма 'Радостан Дан', као Влада Дивљан
- Непослушна грађанка (2017, постхумно)[18]

## Филм
| Год.   | Назив                            | Улога \|- style="background: Lavender; text-align:center; " | 1980-е_ | 1980-е_ | 1980-е_ | 1980-е_ |
| 1981.  | Дечко који обећава               | Члан ВИС Идола, бенда на журци                              |         |         |         |         |
| 1986.  | (ТВ филм)                        | „Идоли”                                                     |         |         |         |         |
| 1989.  | Другарица министарка (ТВ серија) | /                                                           |         |         |         |         |
| 2000-е |                                  |                                                             |         |         |         |         |
| 2000.  | (кратки филм)                    | Помоћник/ Глас Космонаута                                   |         |         |         |         |

## Синхронизација
| Год.        | Назив                | Улога \|- style="background: Lavender; text-align:center; " |
| ----------- | -------------------- | ----------------------------------------------------------- |
| 2003.-2017. | Сунђер Боб Коцкалоне | Краљ Атлантиде                                              |
| 2003.       | Рен и Стимпи         | Слинатра                                                    |